# 오룡중학교
오룡중학교(五龍中學校)는 대한민국 전라남도 무안군 삼향읍 남악리에 있는 공립 중학교이다.

## 학교 연혁
- 2013년 11월 7일 : 오룡중학교 설립 인가
- 2014년 3월 1일 : 오룡중학교 개교
- 2014년 3월 2일 : 초대 이성민 교장 취임
- 2023년 9월 1일 : 제5대 박진 교장 부임
- 2025년 2월 7일 : 제11회 졸업생(217명, 총 1,806명)
- 2025년 3월 4일 : 2025학년도 입학식(신입생 247명)

## 참고 자료
- 오룡중학교 - 한국교육학술정보원 학교알리미